# Дама с горностаем
«Дама с горностаем» (итал. Dama con l'ermellino) — картина, как считается, принадлежащая кисти Леонардо да Винчи. По мнению многих исследователей, это портрет Чечилии Галлерани — любовницы Лодовико Сфорца по прозванию Иль Моро (итал. Il Moro — мавр), герцога Миланского, что находит подтверждение в сложной символике картины.
Наряду с «Моной Лизой», «Портретом Джиневры де Бенчи» и «Прекрасной Ферроньерой» полотно принадлежит к числу четырёх женских портретов кисти Леонардо.

## Предполагаемая модель портрета
Традиционно считается, что моделью была любовница миланского герцога Чечилия Галлерани. Ранее существовала версия, что та же самая женщина изображена на другом портрете Леонардо — «Прекрасная Ферроньера», хотя в настоящий момент предполагают, что он изображает следующую любовницу герцога — Лукрецию Кривелли.
Идентификация этого портрета как изображения Галлерани относится к Новейшему времени. Ещё в 1877 году исследователи творчества Леонардо писали:
… от этого прославленного поэтами портрета осталось не более чем несколько спорных копий и сонет Беллинчиони. Указывают, что оригинальный портрет красавицы Чечилии был в течение XVIII века во владении маркиза Boursane в Милане. Но где он сейчас? Раньше старинная копия его находилась в Амброзианской библиотеке; и в Пинакотеке Мюнхена есть «Святая Цецилия», которая раньше была во владении профессора Франки и происходит от копии одного из учеников Леонардо с очень несвятой Чечилии Галлерани. Также есть второй оригинальный портрет Чечилии, находящийся в семье Паллавичино в Сан-Калочеро, написанный на взлёте её славы.

## История и дата создания

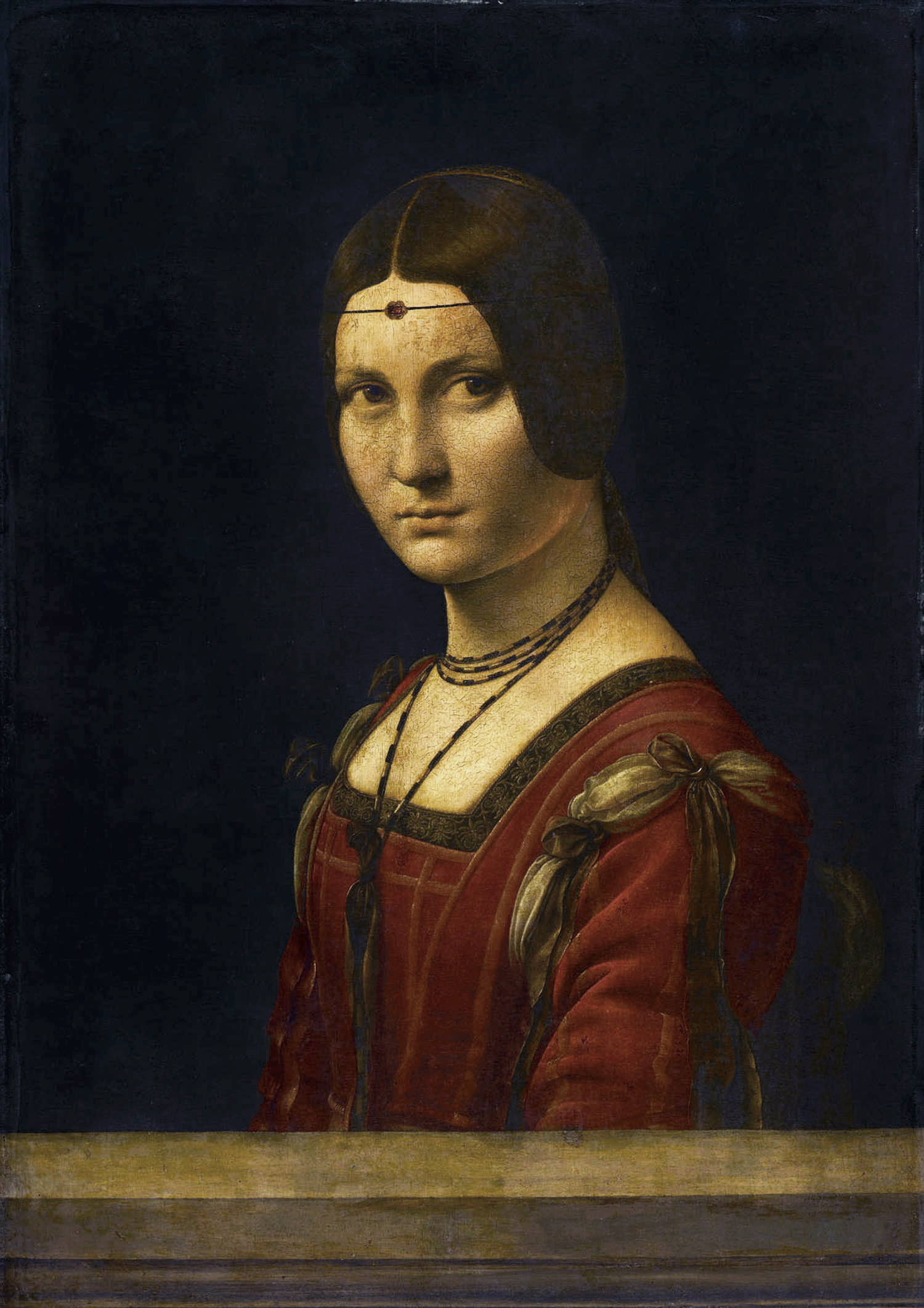
«Прекрасная Ферроньера», другая работа Леонардо, предположительно изображает Лукрецию Кривелли, следующую любовницу Лодовико иль Моро, одетую по той же моде, что и дама с горностаем

Предполагается, что Леонардо, работавший при миланском дворе, написал портрет, когда Чечилия стала возлюбленной герцога — начиная с 1489—1490 гг. В литературе принято указывать, что портрет изображает 17-летнюю Чечилию, что, впрочем, недоказуемо. С другой стороны, встречается датировка, относящаяся к раннему периоду его творчества в Милане, — 1482—1483 гг. В таком случае портрет изображает не Чечилию, так как той тогда было около 10 лет. По другим указаниям: «Портрет написан после 1487 года, на что указывает причёска Чечилии по испанской моде, введённой в Милане Изабеллой Арагонской», дата брака которой с племянником Лодовико Сфорца известна.
К портрету мадонны Чечилии,

написанному Леонардо

– Природа, сердишься, завидуешь чему-то?

– Да Винчи, что звезду земную написал,

Чечилию, чей взгляд прекрасный так блистал,

Что солнца лик сумел затмить он на минуту.

– Вся честь – одной тебе, Природа; хоть как будто

На полотне – вся слух, сомкнувшая уста…

Знай, ведь она теперь живая навсегда,

И стала вечным твоей славы атрибутом.

За это – славь Иль Моро. Или всё же,

Талант и руку Леонардо восхвали,

Он сохранил тебя навеки для потомства.

Портрет увидев, люди скажут грёжа,

Что им сейчас как дар преподнесли,

Пленительный пример природы чудотворства. 
Существуют косвенные сведения о знакомстве Чечилии с Леонардо. Она встретилась с ним в замке Сфорца, как считается, в 1489 году он начал писать её портрет. Она приглашала его на встречи миланских интеллектуалов, на которых обсуждались философия и другие науки; Чечилия лично председательствовала на этих встречах.
У Леонардо сохранился черновик письма, предположительно адресованного Чечилии и начинающегося: «Возлюбленная моя богиня…» (amantissima mia diva). Существуют предположения об интимной связи между Леонардо и Чечилией, но они мало обоснованы, так как подобный слог не был отличительной чертой любовной переписки, а достоверные свидетельства об интересе Леонардо к женщинам отсутствуют.
Как говорят, поэт Бернардо Беллинчионе (1452—1492), увидев портрет синьоры Чечилии, сказал о нём: «Ломбардским увальням и обжорам дан прекрасный урок: в конюшне, полной навоза, тосканец сумел отыскать перл чистоты и изящества, лютню, бренчание которой заглушает пьяные вопли этих наглецов и бездельников», а также написал сонет («Rime», XLV), опубликованный через год после его смерти (Они были хорошо знакомы с Леонардо — художник делал сценографию для постановки его La Festa del Paradiso).
Предположительно, именно эта картина упоминается в письме Чечилии Галлерани к Изабелле д’Эсте от 29 апреля 1498 года. Изабелла высказала просьбу прислать ей портрет, чтобы сравнить его с работой Джованни Беллини: «Припоминая, что Леонардо нарисовал Ваш портрет, мы просим Вас быть столь любезной и прислать нам Ваш портрет с этим посыльным, чтобы мы смогли не только сравнить работы этих двух художников, но также и иметь удовольствие снова лицезреть ваше лицо».
Чечилия отвечает, что портрет уже не похож на оригинал, так как он был написан, когда она была ещё очень молода, и её облик с тех пор полностью изменился (per esser fatto esso ritratto in una eta sм imperfecta che io ho poi cambiata tutta quella effigie) (Она пишет «15 лет прошло», что относит дату к 1483 году, когда на самом деле ей было 10 лет). Портрет был послан Изабелле.

## Авторство и сохранность

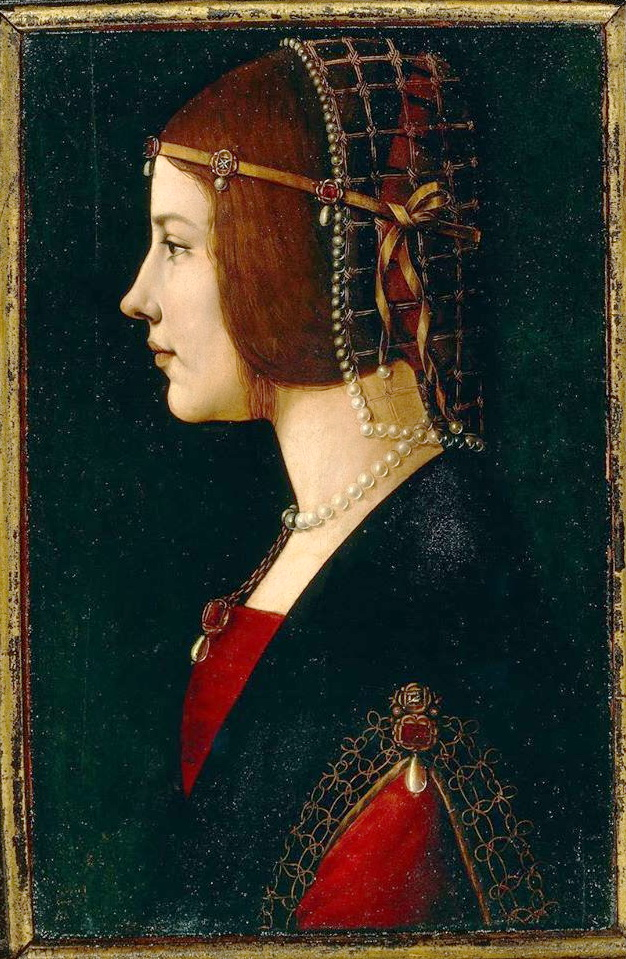
Амброджио де Предис. Портрет Беатриче д’Эсте, законной жены Лодовико Сфорца, ок. 1490. Как считается, Леонардо помогал Предису в работе над этой картиной

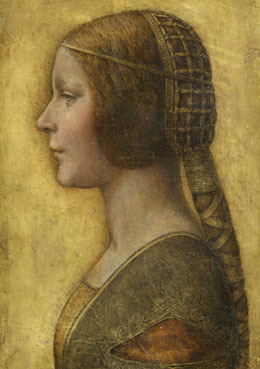
Леонардо да Винчи, т. н. «Bella principessa»: предположительно изображает Бьянку Сфорца, внебрачную дочь Лодовико Сфорца от ещё одной любовницы, Бернардины де Коррадис. Ок. 1496 (?). Девушка одета по той же моде, с ферроньеркой и платьем с прорезными рукавами

Картина сильно переписана, что не позволяет с полной уверенностью сказать, что её автором является Леонардо. Тем не менее хорошее состояние сохранности тех частей картины, на которых изображены лицо женщины и фигура горностая, обнаруживает высокое мастерство исполнения.
Кроме Леонардо, работа ранее приписывалась разным художникам: Марко д'Оджоно, Больтраффио, Амброджио ди Предису.
На рентгенографическом исследовании картины было установлено, что она переписывалась. Её фон стал темнее (возможно, вначале он был тёмно-синим), и дверь (окно), находившаяся справа вверху (за её левым плечом), была удалена. Фон был записан при ремонте картины между 1830—70 годами, предполагают, что это мог сделать Эжен Делакруа.
На оригинальном изображении голову женщины украшала прозрачная вуаль, которая была заретуширована волосами. Изменена переносица и линия волос. Положение двух нижних пальцев на правой руке тоже изменено, и они выглядят менее естественно, чем другие. Надпись «LA BELE FERONIERE LEONARD D’AWINCI» в левом верхнем углу выполнена позднее и не рукой Леонардо — предполагают, что в начале XIX века после покупки картины Чарторыйским, так как он предполагал, что на этой картине — та же женщина, что на «Прекрасной Ферроньере» из Лувра. В любом случае, надпись сделана не в Италии, так как там имя Леонард написали бы с «О» на конце и не использовали бы «W».
Исследование обнаружило следы техники spolvere на контурах фигуры и головы, что подтверждает использование «картона» — первоначального рисунка, который был перенесён на доску картины наложением и прорисовкой сверху. Следы пальцев, которые обычно встречаются в картинах Леонардо этого периода (он слегка размазывал краски), также были выявлены на лице Чечилии и голове зверька. Рентген показал, что Леонардо хотел сначала окружить фигуру аркой или полукруглым окном, но затем передумал.

## Описание картины и её символика
Лоб женщины перехвачен тонкой фероньеркой, на голове у неё прозрачный чепчик, закреплённый под подбородком. На её шее ожерелье из тёмного жемчуга, окаймляющее шею и спускающееся второй, длинной, петлёй на грудь, где оно визуально теряется на фоне квадратного выреза платья.
Чечилия Галлерани изображена в повороте головы чуть в сторону, что, несмотря на сильный наклон головы к левому плечу, смотрится весьма естественно. Это впечатление дополняют мягкие и нежные черты незрелого лица, обрамлённого гладко уложенными под подбородок волосами. Строгость причёски и отведённый в сторону от зрителя взгляд создают ощущение неяркого, сдержанного образа, во внешности Чечилии чувствуется какая-то незаконченность, что придаёт ей своеобразное очарование.
На портрете Чечилия поворачивается налево, словно прислушиваясь к кому-то невидимому (это впервые отметил поэт Бернардо Беллинчионе). Такой портрет в три четверти был одним из изобретений Леонардо.
«В портрете синьоры Чечилии Галлерани плечи развернуты таким образом, что совершенно понятно, насколько их движение зависит от положения рук и поворота головы. Если плечи двинутся далее, повернется и голова, однако в согласии с правилом контрапоста в противоположную сторону. Отроческая по своим пропорциям и худобе кисть синьоры Чечилии сложена ковшиком и средние фаланги пальцев раздвинуты: ковшиком огорожен прижавшийся в испуге к плоской груди синьоры зверёк – белая куница, каких держат в домах ради развлечения. Изображение куницы истолковывается двояко — как символ девственности и как символ власти. Первое сюда не подходит — остаётся второе: куница может стать горностаем, а Лодовико Моро — герцогом Миланским».

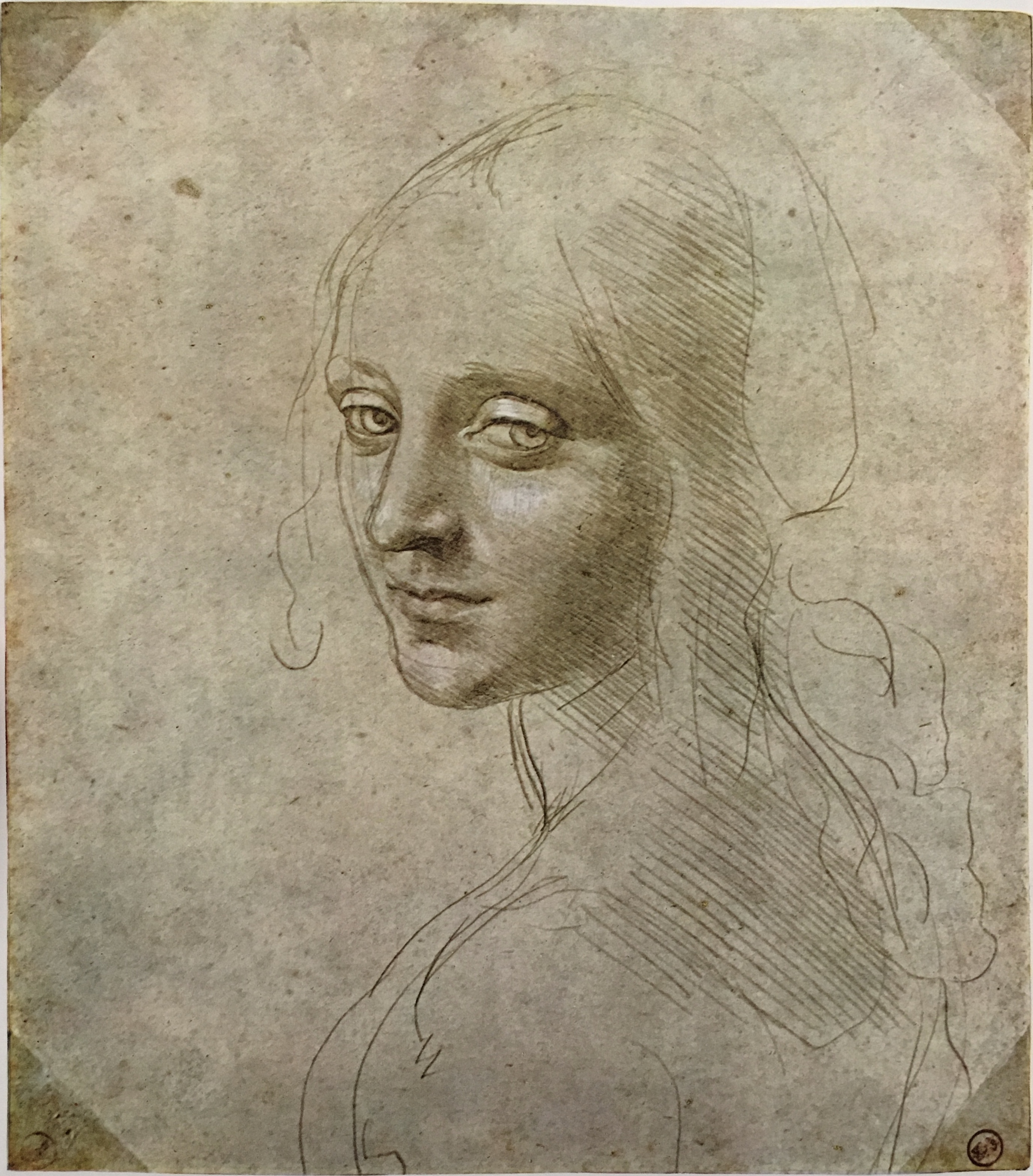
Этюд для «Мадонны в гроте»

Как считает К. Педретти: «Возможно, самая красивая картина Леонардо да Винчи. Основание — оригинальность позы, яркая выразительность, которая как бы устанавливает символические отношения между аристократическим лицом женщины и геральдическим знаком зверька. Этой картиной Леонардо да Винчи начинает традицию портретов XV века: даётся уже не профиль модели, как на медали, а трёхчетвертное изображение, типичное для бюстов. В нём присутствует естественность, фиксация одного мгновения, похожая на кадры в ленте кинематографа».
В. Гращенков пишет об этой картине: «Следуя флорентийским образцам 1470-х годов, Леонардо изобразил свою модель по пояс, получив тем самым возможность показать руки. С большой психологической точностью передано их движение, позволяющее уловить скрытое душевное влияние. Пальцы Чечилии с трепетной осторожностью ласково касаются шёрстки пугливого зверька, горностая, расположившегося в её руках. Выразительным был и сильный контрапост, введённый в портретную композицию. В то время как плечи молодой женщины развёрнуты влево, её почти бесстрастное лицо резко повернулось в противоположную сторону. Этот контрапост вносит в портретный образ одушевлённое движение, вызывая в памяти знаменитый рисунок Леонардо тех лет (Турин, Королевская библиотека) — зарисовку женской головы, использованную в качестве этюда для лица ангела в его картине „Мадонна в гроте“ (1483—86; Париж, Лувр). Однако мысль о том, что в рисунке запечатлён облик Чечилии Галлерани, представляется нам слишком смелой».

### Горностай

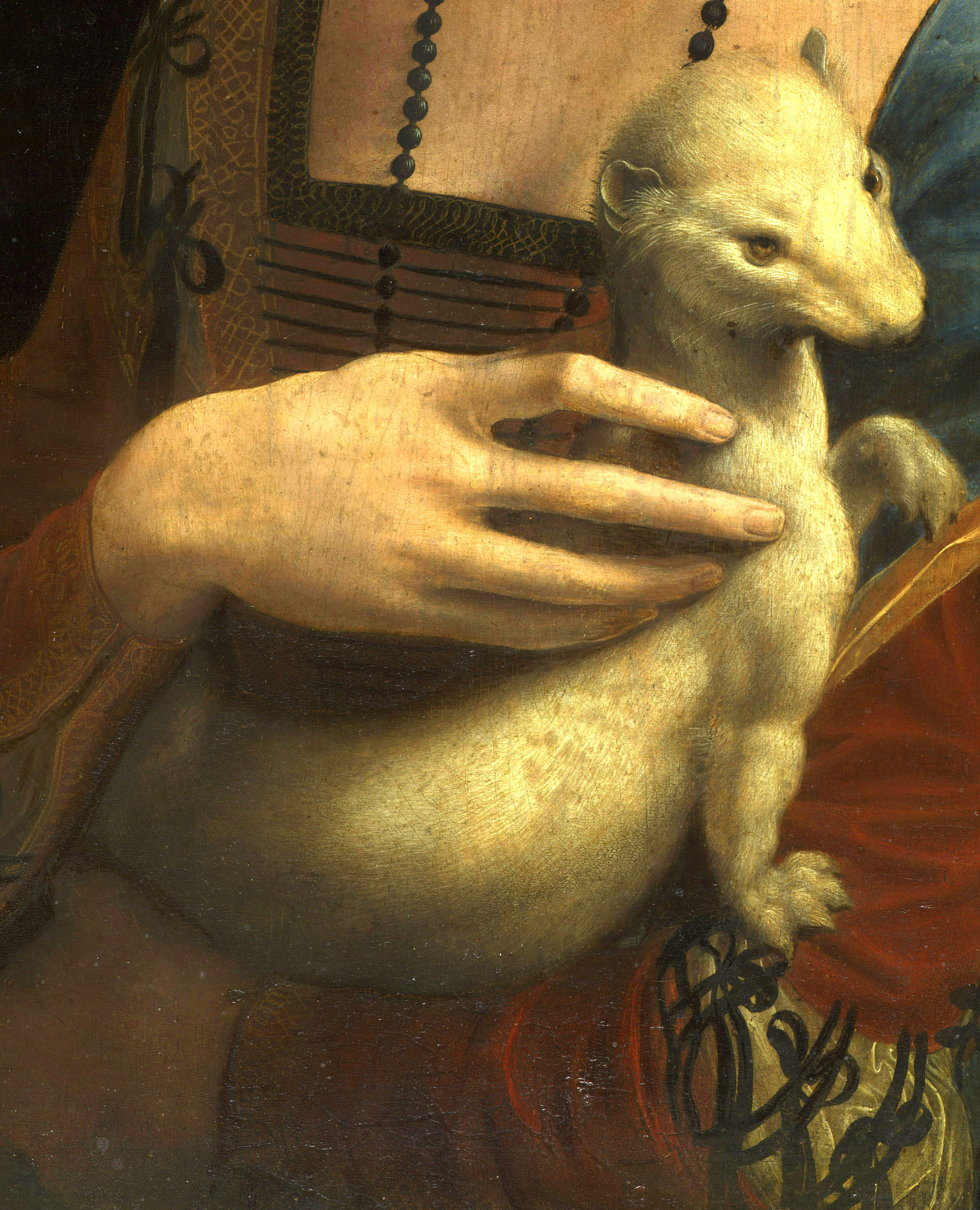
Горностай считался символом чистоты и целомудренности и по легенде умирал, если его шкура пачкалась и теряла белый цвет

Это впечатление разворота подчёркивается зверьком, традиционно называемым горностаем. Его присутствие на картине объясняют несколько версий:
- Греческое название горностая — др.-греч. γαλῆ (гале) — этимологически связано с фамилией Галлерани. В то время подобная игра слов была популярна в светских кругах Италии.
- За свой белый мех горностай считался символом чистоты и целомудрия. Об этом Леонардо знал: существует созданный им рисунок Allegory of the Ermine (Музей Фицуильяма, Кэмбридж)[16], где изображена сцена, в которой горностай предпочитает быть пойманным охотником, чем испачкать белую шкурку. Он мог подчёркивать соответствие любовницы герцога официальной придворной морали: женщина должна быть с одной стороны целомудренной, с другой — быть прекрасной возлюбленной. То есть, несмотря на то, что она не состояла в браке, это не является пятном на её репутации. Один учёный высказал предположение, что Чечилия, должно быть, была беременна в момент написания портрета, и горностай не только выполняет композиционную функцию, прикрывая живот, но и обозначает, что вынашивание бастарда не является позором[17].
- С другой стороны, горностай мог относиться к Лодовико Сфорца[18], потому что он был членом Ордена Горностая[англ.] Фердинанда I Неаполитанского с 1488 года[11] и включил его изображение в свою персональную эмблему (в литературе встречается упоминание, что горностай был эмблемой рода Сфорца; это не так, эмблемой был змей-бисцион, смотри герб Милана)[19].
  - Высказываются и другие пути толкования образа, более метафорические: «замечательное реалистическое произведение, предельно точно характеризующее утонченную, но властную натуру фаворитки, долго державшей в своих руках „горностая“, то есть владетельного князя, каким был Лодовико Сфорца»[4].

Анатомически очень точное изображение зверька и его лапы с когтями, по мнению исследователей, вступает в противоречие с его религиозно-моральным статусом и несёт в себе сексуальную окраску, о которой говорит и разрез рукава платья Чечилии — символ вагины. Тема сексуальной потенции не является чем-то новым для эпохи Ренессанса.
Существует версия, которой среди прочих придерживался Вильгельм фон Боде, что на картине изображён не горностай, а фуро — альбиносная форма домашнего хорька.
В 2011—2014 годах картину исследовал французский учёный Паскаль Котт, основатель Lumiere Technology, и с помощью мультиспектральной камеры обнаружил слой картины, на котором отсутствует горностай, и другой слой, на котором животное меньшего размера серого цвета.

## История полотна в Новое время

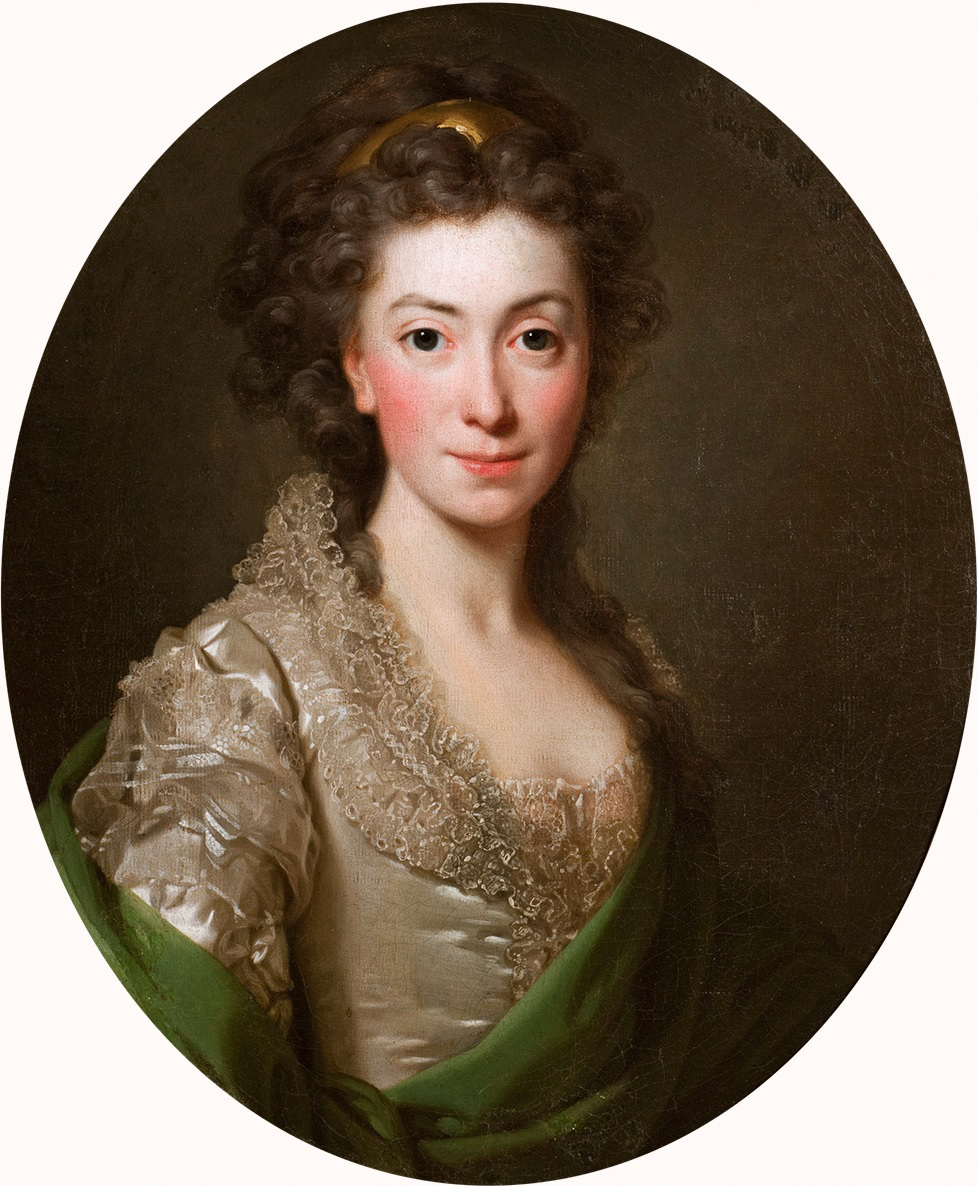
Александр Рослин. Портрет Изабеллы Чарторыйской.
Именно эта собирательница, вероятно, ответственна за большинство записей на картине Леонардо

Достоверная письменная история данной картины прослеживается с конца XVIII века: в 1798 году (предположительно) полотно было привезено из Италии в Краков польским князем Адамом Чарторыйским. Его мать Изабелла, которой он подарил полотно, поместила картину в музей, основанный ею в своем имении Пулавы в 1802 году.
Во время Польского восстания 1830 года имущество Чарторыйских было конфисковано Российской империей, но Чарторыйский отослал картину в Париж, и она находилась в Отель Ламбер, где жил князь и размещалась его коллекция. Внук Изабеллы Владислав, спасаясь от франко-прусской войны, покинул Францию и вернул собрание в Польшу в 1876 году, где в Кракове открыл Музей Чарторыйских, частью которого стала картина. Судя по всему, идентификация картины с кистью Леонардо произошла достаточно поздно — в каталогах его работ XIX века она не упоминается, а известный по письменным источникам портрет Чечилии считается утраченным (см. выше, раздел Предполагаемая модель портрета). Картина была доступной для экспертов уже в Париже. Её репродукция впервые была опубликована в 1889 году немецким историком искусства Мюллером-Вальде. Как портрет Чечилии Галлерани её идентифицировал Ян Болож-Антоневич (Jan Boloz-Antoniewicz) в 1900 году.
Во время Первой мировой войны картина для безопасности была отослана в Дрезденскую галерею. Незадолго до начала Второй мировой войны она опять была спрятана, но в сентябре 1939 года она попала в руки нацистов.
После оккупации Германией Польши в 1939 году картина была вывезена с целью отправки в Музей Гитлера в Линце и помещена в берлинский Музей кайзера Фридриха (ныне Музей Боде). В 1940 году Ганс Франк, генерал-губернатор Польши, приказал вернуть её в свою резиденцию в Кракове. В конце войны она была обнаружена польско-американской комиссией в доме Франка в Баварии и в 1946 году возвращена в Польшу.
Картина является единственным произведением да Винчи на территории Польши и составляет предмет национальной гордости. Фильм «Ва-банк 3» (пол. Vinci) посвящён вымышленной истории её кражи, а также благородству мошенника, который не может пойти на то, чтобы украсть у родины подобное сокровище.
В декабре 2016 года правительство Польши приобрело всю коллекцию Чарторыйских (86 тыс. произведений искусства, библиотеку из 25 тыс. книг и рукописей, а также несколько зданий в Кракове), включая картину Леонардо, всего за 100 млн долл. Сделка эта вызывает вопросы: «Управлявший коллекцией попечительский совет Фонда князей Чарторыйских в знак протеста против продажи принял решение о самороспуске. По словам его членов, их даже не поставили в известность о том, что между правительством и главой совета князем Адамом Каролем Чарторыйским велись переговоры. Попечители ставят под сомнение правомерность сделки, заявляя, что этот шаг противоречит уставу фонда, где на продажу коллекции наложен запрет». С мая 2017 года картина находится в Национальном музее Кракова.

### Комментарии
1. ↑  Возможно, именно его купил Адам Чарторыйский.
2. ↑  «Паскаль Котт, французский инженер и изобретатель, сфотографировал отпечатки пальцев Леонардо да Винчи, оставленные художником на картине „Дама с горностаем“, хранящейся в Кракове в музее Чарторыйских. Искусствоведы подозревали, что над этим полотном работали ученики и помощники да Винчи, но исследование Котта доказывает, что художник практически полностью — почти на 100 процентов — написал „Даму“ сам. Об этом и других выводах Котта пишет агентство France Presse.

Паскаль Котт изучает полотна да Винчи и других художников, используя специальную фотокамеру с разрешением 240 мегапикселей. Снимки затем рассматриваются в различных оптических спектрах, что позволяет увидеть слои краски, подготовительные рисунки и другие скрытые от невооруженного глаза детали. Благодаря этой технологии, удалось установить, что первоначальный фон Дамы с горностаем был не чёрный, а глубокий синий, полученный, вероятно из смеси двух пигментов — азурита и земли. То есть, современный вид картины испорчен неудачными реставрациями. Кроме того, горностай первоначально был написан Леонардо иначе: в более непосредственной позе» Руку Леонардо разглядели с помощью фотокамеры Архивная копия от 19 декабря 2011 на Wayback Machine